# U 37 (U-Boot, 1914)
U 37 war ein U-Boot der deutschen Kaiserlichen Marine.

## Bau und Indienststellung
Das Boot war ein sogenanntes Zweihüllenboot, als Hochseeboot in einem Amtsentwurf konzipiert. Die Entwürfe U 31 bis U 41 kamen von der Germaniawerft in Kiel. Maßgeblich verantwortlich für die Entwicklung dieses Typs war der Ingenieur Hans Techel.
Das Boot wurde am 12. Juni 1912 in Auftrag gegeben und am 2. Januar 1913 auf Kiel gelegt. Der Stapellauf war am 25. August 1914 und am 9. Dezember 1914 wurde es unter dem Kommando von Kapitänleutnant d. R. Erich Wilke in Dienst gestellt.

## Technik
Das Boot war 64,7 m lang und 6,32 m breit und hatte einen Tiefgang von 3,56 m sowie eine Verdrängung von 685 Tonnen über und 878 Tonnen unter Wasser. Die Besatzung bestand aus 35 Mann, darunter vier Offiziere. Die Maschinen für die Überwasserfahrt waren zwei Sechs-Zylinder-Viertakt-Dieselmotoren, die bei der Germaniawerft gebaut wurden und zusammen eine Leistung von 1.361 kW (1.850 PS) hatten. Zur Unterwasserfahrt kamen zwei SSW-Doppel-Modyn-Elektromotoren mit zusammen 880 kW (1.200 PS) zum Einsatz. Damit waren Geschwindigkeiten von 16,4 kn über Wasser bzw. 9,7 kn unter Wasser möglich. Der Aktionsradius betrug bis zu 8790 NM bei Überwasserfahrt. Bei getauchter Fahrt mit 5 kn Marschgeschwindigkeit wurden 80 NM erreicht. Die maximale Tauchtiefe betrug  50 Meter. Die sechs mitgeführten Torpedos konnten über zwei Bug- und zwei Heckrohre verschossen werden. Zwei 8,8-cm-Schnellfeuergeschütze waren installiert, wovon eines 1916/17 durch ein 10,5-cm-Geschütz ersetzt wurde.

## Einsätze und Verbleib
U 37 führte lediglich eine Feindfahrt durch, auf der zwei Handelsschiffe der Entente mit einer Gesamttonnage von 2.811 BRT versenkt wurden. Ein Schiff mit 3.459 BRT wurde beschädigt.
Am 20. März 1915 lief U 37 zu einer Feindfahrt im Ärmelkanal aus. Seit Anfang April gilt das Boot als vermisst. Es wird angenommen, dass U 37 bei dem Rückmarsch nördlich von Seebrügge beziehungsweise östlich der Straße von Dover auf eine Mine lief, wobei alle 35 Besatzungsmitglieder ums Leben kamen. Das Boot könnte aber auch durch eine Havarie aufgrund technischer Mängel oder eines menschlichen Fehlers gesunken sein.